# Adam LeFevre
Adam LeFevre (Albany, 11 agosto 1950) è un attore statunitense. Oltre al lavoro di attore, LeFevre è conosciuto anche come poeta e drammaturgo.

## Vita Privata
Adam LeFevre è nato ad Albany, New York. La madre Helen Rhodes lavorava in un ospedale mentre il padre Ira Deyo LeFevre era un medico[1]. LeFevre s'iscrive al Williams College e nel 1972 completa gli studi , successivamente consegue altri diplomi di laurea presso l'Iowa Playwrights Workshop e l'Iowa Writers' Workshop (Università dell'Iowa).
LeFevre si è sposato con Cora Ann Bennett il 3 novembre 1979 con la quale è rimasto fino alla morte prematura di lei nel 2008. La coppia ha avuto due figli: Tate Augusta, Isaac Bennett.

## Filmografia parziale

### Cinema
- Amare con rabbia (Reckless), regia di James Foley (1984)
- A.A.A. Detective chiaroveggente offresi (Second Sight), regia di Joel Zwick (1989)
- Zia Giulia e la telenovela (Tune in Tomorrow), regia di Jon Amiel (1990)
- Il falò delle vanità (The Bonfire of the Vanities), regia di Brian De Palma (1990)
- Calde notti d'estate (That Night), regia di Craig Bolotin (1992)
- Mister Wonderful (Mr. Wonderful), regia di Anthony Minghella (1993)
- Philadelphia, regia di Jonathan Demme (1993)
- Angie - Una donna tutta sola (Angie), regia di Martha Coolidge (1994)
- C'eravamo tanto odiati (The Ref), regia di Ted Demme (1994)
- Only You - Amore a prima vista (Only You), regia di Norman Jewison (1994)
- Alla ricerca di Jimmy (The Search for One-eye Jimmy), regia di Sam Henry Kass (1994)
- Beautiful Girls, regia di Ted Demme (1996)
- L'amore ha due facce (The Mirror Has Two Faces), regia di Barbra Streisand (1996)
- Private Parts, regia di Betty Thomas (1997)
- Da giungla a giungla (Jungle 2 Jungle), regia di John Pasquin (1997)
- In & Out, regia di Frank Oz (1997)
- Il giocatore - Rounders (Rounders), regia di John Dahl (1998)
- La musica del cuore (Music of the Heart), regia di Wes Craven (1999)
- Conta su di me (You Can Count on Me), regia di Kenneth Lonergan (2000)
- Tadpole - Un giovane seduttore a New York (Tadpole), regia di Gary Winick (2000)
- L.I.E., regia di Michael Cuesta (2001)
- Cuori in Atlantide (Hearts in Atlantis), regia di Scott Hicks (2001)
- Dummy, regia di Greg Pritikin (2002)
- Two Weeks Notice - Due settimane per innamorarsi (Two Weeks Notice), regia di Marc Lawrence (2002)
- Nola, regia di Alan Hruska (2003)
- House of D, regia di David Duchovny (2004)
- The Manchurian Candidate, regia di Jonathan Demme (2004)
- Imaginary Heroes, regia di Dan Harris (2004)
- New York Taxi (Taxi), regia di Tim Story (2004)
- Hitch - Lui sì che capisce le donne (Hitch), regia di Andy Tennant (2005)
- Miss F.B.I. - Infiltrata speciale (Miss Congeniality 2: Armed & Fabulous), regia di John Pasquin (2005)
- Romance & Cigarettes, regia di John Turturro (2005)
- The Sensation of Sight, regia di Aaron J. Wiederspahn (2006)
- Arthur e il popolo dei Minimei (Arthur et les Minimoys), regia di Luc Besson (2006)
- Manuale d'infedeltà per uomini sposati (I Think I Love My Wife), regia di Chris Rock (2007)
- Invasion (The Invasion), regia di Oliver Hirschbiegel (2007)
- Tutti pazzi per l'oro (Fool's Gold), regia di Andy Tennant (2008)
- In viaggio per il college (College Road Trip), regia di Roger Kumble (2008)
- Adam, regia di Max Mayer (2009)
- Motel Woodstock (Taking Woodstock), regia di Ang Lee (2009)
- Lei è troppo per me (She's Out of My League), regia di Jim Field Smith (2010)
- Il cacciatore di ex (The Bounty Hunter), regia di Andy Tennant (2010)
- Fair Game - Caccia alla spia (Fair Game). regia di Doug Liman (2010)
- Margaret, regia di Kenneth Lonergan (2011)
- Ho cercato il tuo nome (The Lucky One), regia di Scott Hicks (2012)
- Il dittatore (The Dictator), regia di Larry Charles (2012)
- The Lifeguard, regia di Liz W. Garcia (2013)
- The Program, regia di Stephen Frears (2015)
- Freeheld - Amore, giustizia, uguaglianza (Freeheld), regia di Peter Sollett (2015)
- Gold - La grande truffa (Gold), regia di Stephen Gaghan (2016)

### Televisione
- La valle dei pini (All My Children) - serial TV (1970)
- Un giustiziere a New York (The Equalizer) - serie TV, episodio 3x05 (1987)
- Kate e Allie (Kate & Allie) - serie TV, episodio 6x20 (1989)
- ABC Afterschool Specials - serie TV, episodio 19x03 (1990)
- Swift - Il giustiziere (Swift Justice) - serie TV, episodio 1x05 (1990)
- New York Undercover - serie TV, episodio 3x19 (1997)
- Dellaventura - serie TV, episodio 1x01 (1997)
- Casa e chiesa (Soul Man) - serie TV, episodio 2x16 (1997)
- La tempesta del secolo (Storm of the Century) - miniserie TV (1999)
- Squadra emergenza (Third Watch) - serie TV, episodio 1x07 (1999)
- L'incredibile Michael (Now and Again) - serie TV, episodio 1x07 (1999)
- Ed - serie TV, episodio 2x09 (2001)
- Law & Order: Criminal Intent - serie TV, episodio 1x21 (2002)
- Empire Falls - Le cascate del cuore (Empire Falls) - miniserie TV (2005)
- Rescue Me - serie TV, episodio 2x05 (2005)
- Law & Order - Unità vittime speciali (Law & Order: Special Victims Unit) - serie TV, 4 episodi (2000-2005)
- Kidnapped - serie TV, episodio 1x02 (2006)
- Law & Order - I due volti della giustizia (Law & Order) - serie TV, 8 episodi (1990-2009)
- Così gira il mondo (As the World Turns) - serial TV, 8 puntate (2006-2010)
- Person of Interest - serie TV, episodio 1x06 (2011)
- The Good Wife - serie TV, episodio 4x01 (2012)
- Elementary - serie TV, episodio 1x06 (2012)
- The Leftovers - Svaniti nel nulla (The Leftovers) - serie TV, episodio 1x01 (2014)
- The Night Of - Cos'è successo quella notte? (The Night Of) - miniserie TV, 2 episodi (2016)
- The Sinner - serie TV, episodi 1x01-1x02-1x05 (2017)

## Doppiatori italiani
Nelle versioni in italiano delle opere in cui ha recitato, Adam LeFevre è stato doppiato da:
- Renato Cecchetto in In viaggio per il college, Ho cercato il tuo nome, Gold - La grande truffa
- Nino Prester in L'amore ha due facce, Bull
- Enrico Pallini in Only You - Amore a prima vista, House of D - Il mio amico speciale
- Antonio Palumbo in Romance & Cigarettes, Arthur e il popolo dei Minimei
- Emidio La Vella in Invasion, The Good Wife
- Mino Caprio in Law & Order - I due volti della giustizia (ep. 3x06)
- Carlo Cosolo in Law & Order - I due volti della giustizia (ep. 8x16)
- Roberto Stocchi in Law & Order - I due volti della giustizia (ep. 15x11)
- Michele Kalamera in Alla ricerca di Jimmy
- Roberto Draghetti in Da giungla a giungla
- Andrea Zalone in Law & Order: Criminal Intent
- Pierluigi Astore in Empire Falls - Le cascate del cuore
- Sergio Di Giulio in Tutti pazzi per l'oro
- Enzo Avolio in Lei è troppo per me
- Pasquale Anselmo in Margaret
- Lucio Saccone in The Night Of - Cos'è successo quella notte?
- Luca Biagini in Ozark